# Площадь Суургилди
Су́урги́лди (эст. Suurgildi plats) — небольшая площадь в  историческом центре Таллина — Старом городе. Расположена на пересечении улиц Бёрси-Кяйк, Пикк, Пухавайму и Сайаканг, перед церковью Святого Духа. 

## История
Название площади происходит от выходящего на неё главным фасадом здания Большой гильдии (эст. Suurgildi hoone) и официально утверждено исполкомом Таллинского городского Совета народных депутатов 16 мая 1989 года.
В мае 2019 года фракция Реформистской партии выдвинула Таллинскому горсобранию предложение переименовать одну из площадей или улиц столицы в честь убитого в 2015 году российского оппозиционера Бориса Немцова. В качестве возможного варианта была предложена площадь Суургилди. Таллинская комиссия по топонимике не поддержала это предложение, так как название Суургилди является историческим, а Борис Немцов никаким образом не связан с этим местом. Отдел защиты памятников старины Таллинского департамента городского планирования категорически не согласен с тем, чтобы площади Суургилди дали какое-либо другое название.